# Glashütte Valentin Eisch
Die Glashütte Valentin Eisch ist ein in Frauenau im Bayerischen Wald ansässiger Hersteller von Glaswaren, der den Glas- und Porzellan-Fachhandel sowie die gehobene Gastronomie beliefert.
Das Unternehmen wurde 1946 gegründet und ist in Familienbesitz.

## Geschichte
Die Glasmacher-Tradition der Familie Eisch geht zurück auf den 1689 im Böhmerwald geborenen Mathias Alesch, der dort auf der Beschäftigten-Liste einer kleinen Glashütte aufgeführt ist.
Der Gründer der Glashütte Eisch, Valentin Eisch, war seit 1914 als Graveurmeister in der Kristallglasfabrik des Kommerzienrats Isidor Gistl beschäftigt. 1946 gründete er zusammen mit seiner Frau Therese einen eigenen Veredelungsbetrieb. Bald schon befürchteten die bestehenden Bayerwald-Glashütten die Entstehung einer Konkurrenz. Dies wollten sie verhindern, indem sie die Belieferung der Eischs mit Rohglas blockierten. Deswegen baute sich die Familie Eisch eine eigene Glasproduktion auf. Im Dezember 1952 wurde in der damals jüngsten und kleinsten Glashütte Bayerns das erste Glas geschmolzen. Trotz großer Anfangsschwierigkeiten konnte die Hütte 1956 zu einem 12-Hafenofen erweitert werden. Anschließend setzte eine kontinuierliche Aufwärtsentwicklung ein.
Erwin Eisch, der Sohn des Firmengründers, ist Wegbereiter und geistiger Vater der Studioglasbewegung in Europa. Für die Glashütte war er ein Impulsgeber und „Querdenker“. In Anlehnung an Erwin Eischs frei geblasenes Glas entstand 1977 die Unikatserie „Poesie in Glas“. Es sind Sammler- und Liebhaberstücke in fließenden Formen, die mit den verschiedenen Ofen- und Kaltglastechniken zu kunstvollen Objekten gestaltet wurden.
Bei der Wahl der bevorzugten Industriepartner durch den deutschen Glas-Porzellan-Fachhandel erreichte Eisch nach Eigenangaben mehrfach den ersten Platz unter den deutschen Glasherstellern.
Die Glashütte Eisch befindet sich in Familienbesitz und wird von Eberhard und Julia Eisch in der dritten Generation geführt. Zusammen mit Florian Eichinger (4. Generation, Sohn von Julia Eisch) baut das Unternehmen auf die Erfahrungen und das handwerkliche Wissen auf und richtet es zu einem Glashersteller für kreative Tischkultur aus. Mit der Marken-Strategie, die auf Individualität und Innovation setzt, ist die Glashütte Eisch auch im Ausland vertreten. Es werden über 50 % der Produktion in über 60 Länder weltweit exportiert.

### Auszeichnungen
- 2020: Auszeichnung als der am häufigsten erstplatzierte Glashersteller seit Einführung der Wahl der bevorzugten Industriepartner des deutschen Glas- und Porzellanfachhandels
- 2020: Auszeichnung zum Top Unternehmen Niederbayern
- 2020: Verleihung des Titels Arberland Premium Gold
- 2019: Tischkulturpreis Dineus
- 2019: Tableware International Award of Excellence